# Plusz–mínusz
A plusz–mínusz (+/−, plusz/mínusz) a jégkorongban használt egyik statisztika, amely a gólkülönbséghez hasonlítható.
A gól pillanatában a gólt szerző csapat pályán lévő játékosai egy pontot (+) kapnak, ha a gólt az ellenféllel megegyező létszámban vagy emberhátrányban érték el. Ugyanekkor a gólt kapó csapat pályán lévő játékosai pedig egy mínusz pontot (–) kapnak. Pontot számolnak akkor is, ha a kapust levitték és a helyére egy mezőnyjátékos állt be (üres kapuba lőtt gól). Emberelőnyben illetve büntetőből szerzett gólnál nem számolnak pontot.
A plusz és mínusz pontok egyszerű összeadásával kapjuk a plusz–mínusz értéket.
Az NHL-ben az NHL Plus-Minus Award-ot plusz–mínusz statisztika első helyezettje kapja.